# Tajna Organizacja Wojskowa
Tajna Organizacja Wojskowa (TOW) lub Dywersyjna Organizacja Wojskowa (DOW) – tak organizatorzy dywersji pozafrontowej nazywali organizację, która miała być powołana w chwili zajęcia terytorium II RP przez agresora.

## Charakterystyka
TOW/DOW miały różny charakter - od organizacji lokalnych (miejskich, powiatowych), regionalnych (np. TOW „Gryf Pomorski” na Pomorzu) do ogólnokrajowych (TOW dowodzona przez mjr. Jana Mazurkiewicza ps. „Jan”, „Sęk”, „Radosław”).
Jan Mazurkiewicz tuż przed wybuchem wojny obronnej 1939 przeniesiony został do Grupy Operacyjnej Dywersji - tzw. Grupy „Zygmunt”, której zadaniem było przygotowanie akcji dywersyjnych na zapleczu wroga. W połowie września 1939 w Stanisławowie założył TOW.
Po zakończeniu działań wojennych, Komenda TOW znalazła się w Budapeszcie, skąd koordynowano tworzenie struktur w okupowanej Polsce oraz opiekowano się szlakami przerzutowymi kraj - Budapeszt - Paryż. Zadania TOW uzgadniane były bezpośrednio z Wodzem Naczelnym gen. Władysławem Sikorskim. Od czerwca 1940. Komenda TOW przeniosła się do kraju. W marcu 1943 nastąpiło scalenie TOW z Armią Krajową, w ramach której struktury TOW przeszły do Kedywu.